# Фезан
Фезан (на арабски: فزان‎, на берберски: Fezzan, на турски: Fizan; на латински: Phasania) е историко-географска област в югозападната част на днешна Либия, в пустинята Сахара. Разположена е на юг от областта Триполитания (трите области са Триполитания, Киренайка и Фезан). Състои се основно от пустиня, но също така от планини и долини на изсъхнали реки, където отделни оазиси са позволили на хората да оцелеят. Има площ от 550 000 km².
В древността и античността тази част от Древна Либия е била позната под името Фазания.

## Население
Населението на областта е предимно берберско, арабско, туареги и тубу.
| Година | Население | Процент либийско население |
| ------ | --------- | -------------------------- |
| 1954   | 59 315    | 5,4                        |
| 1964   | 79 326    | 5,1                        |
| 1973   | 128 012   | 5,7                        |
| 1984   | 213 915   | 5,9                        |
| 1995   | 352 276   | 7,3                        |
| 2006   | 442 090   | 7,8                        |